# بابلیاک
بابلیاک (به لاتین: Babljak) یک منطقهٔ مسکونی در مونته‌نگرو است که در شهرداری کولاشین واقع شده‌است. بابلیاک ۱۹۴ نفر جمعیت دارد.